# Perry Mason e i pesci rossi
Perry Mason e i pesci rossi (The Case of the Goldigger's Purse) è un romanzo scritto da Erle Stanley Gardner, stampato il 15 maggio del 1954 nella collana Il Giallo Mondadori con il numero 276 e il 6 agosto del 1961 nella collana I capolavori dei gialli Mondadori con il numero 177. Protagonista il celebre personaggio, l'avvocato Perry Mason.

## Trama
L'avvocato Mason si trova coinvolto, suo malgrado, da un eccentrico e odioso uomo di affari Harrington Faulkner in un problema di pesci rossi rari, (i ciprinidi a telescopio che poi sono di colore nero). L'uomo si trova in disputa con il suo socio in affari Elmer Carson e con una donna Sally Madison che vorrebbe 5000 dollari per fornirgli la cura per salvare i suoi pesci rossi. Quando Mason arriva a casa sua assieme alla moglie Jane Faulkner, l'uomo giace ucciso nel bagno assieme ad alcuni pesci. L'avvocato, aiutato dall'investigatore Paul Drake riuscirà a risolvere un'intricatissima matassa piena di persone che hanno molto da nascondere. Verrà coinvolto in prima persona assieme alla sua segretaria Della Street. La verità risulterà limpida solo alla fine.

## Edizioni
- Erle Stanley Gardner, Perry Mason e i pesci rossi, collana Il Giallo Mondadori, Mondadori, 1954,  p. 138.